# Saint-Genès-de-Lombaud
Saint-Genès-de-Lombaud ist eine französische Gemeinde im Département Gironde in der Region Nouvelle-Aquitaine. Die Gemeinde liegt im Einzugsgebiet der Stadt Bordeaux. Während Saint-Genès-de-Lombaud im Jahr 1962 über 164 Einwohner verfügte, zählt man aktuell 390 Einwohner (Stand 1. Januar 2022).
Die Gemeinde gehört zum Kanton Créon im Arrondissement Bordeaux. Sie liegt im Weinbaugebiet Entre-Deux-Mers. Nachbargemeinden im Kanton Créon sind Sadirac, Madirac, Créon und Haux.

## Bevölkerung
| Jahr      | 1962 | 1968 | 1975 | 1982 | 1990 | 1999 | 2006 | 2017 |
| --------- | ---- | ---- | ---- | ---- | ---- | ---- | ---- | ---- |
| Einwohner | 164  | 179  | 168  | 191  | 205  | 250  | 270  | 391  |

## Sehenswürdigkeiten

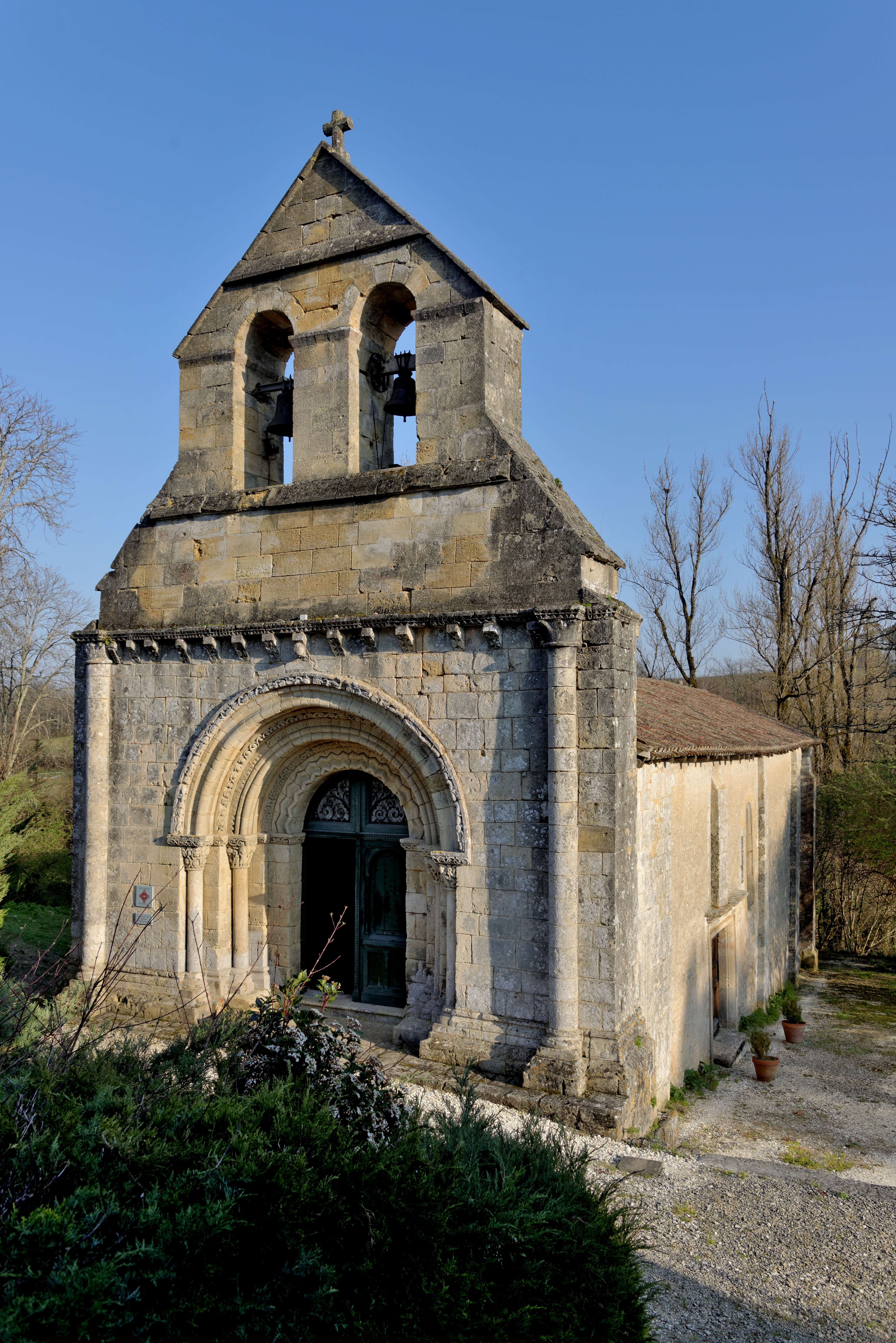
Kirche Saint-Genès

- Kirche St-Genès mit der Skulptur Madonna mit Kind aus dem 13. Jahrhundert (Monument historique)